# Dã ngoại đồng quê (Bydgoszcz)
Dã ngoại đồng quê là một sự kiện âm nhạc đại chúng ngoài trời được tổ chức hàng năm tại Bydgoszcz, Ba Lan. Nhạc sĩ đồng quê Ba Lan nổi tiếng Stanisław Komuda là người đã khởi xướng sự kiện vào năm 1985.

## Chi tiết
Stanisław Komuda đưa ra ý tưởng tổ chức một buổi dã ngoài đồng quê vào tháng 6 năm 1985 tại Công viên Văn hóa và Giải trí Myślcinek ở Bydgoszcz. Nhiều nghệ sĩ nhạc đồng quê hàng đầu như Tomasz Szwed và nhóm "Poker" đã tham dự. Bên cạnh các hoạt động văn nghệ thì cũng xuất hiện các hoạt động khác như cưỡi ngựa, thi đấu bắn súng, lái xe ngựa... Buổi dã ngoại đồng quê đã trở thành một buổi lễ truyền bá văn hóa của vùng Bydgoszcz. Trong những lần tổ chức tiếp theo, sự kiện nhận được sự hỗ trợ từ Hội đồng thành phố Bydgoszcz và báo chí địa phương.
Đầu những năm 1990, sự kiện này được chuyển đến Fordon (một quận của Bydgoszcz nằm cạnh sông Vistula) dưới sự bảo trợ bởi tổ chức "Fordońska Spółdzielnia Mieszkaniowa"; địa điểm là thung lũng Fordoński. Ban tổ chức ghi nhận một số lượng lớn người tham gia (khoảng 40.000 người trong lần tổ chức thứ sáu). Tuy nhiên trong lần thứ 7 (năm 1994), một khán giả đã bị sát hại, và ban tổ chức đã bị cho là không đảm bảo được an ninh dẫn đến thương tâm xảy ra, do đó sự kiện đã bị hủy bỏ cho những năm tiếp theo. Sau này sự kiện được tổ chức lại ở Myślcinek nhưng với hình thức nhỏ hơn.